# Muhlbach-sur-Munster
Muhlbach-sur-Munster (deutsch Mühlbach im Elsass, elsässisch Milbe) ist eine französische Gemeinde mit 817 Einwohnern (Stand 1. Januar 2022) im Département Haut-Rhin in der Region Grand Est (bis 2015 Elsass). Sie gehört zum Arrondissement Colmar-Ribeauvillé sowie zum Kanton Wintzenheim und ist Mitglied des Gemeindeverbandes Vallée de Munster. Das Gemeindegebiet gehört zum Regionalen Naturpark Ballons des Vosges.

## Geografie
Muhlbach-sur-Munster liegt an der oberen Fecht im letzten Viertel des Münstertales (Vallée de Munster) zwischen Breitenbach und Metzeral. Das Gemeindegebiet reicht im Westen nahe an den Kamm der Vogesen. Hier befindet sich das Skigebiet Gaschney (1011 m).

## Geschichte
Von 1871 bis zum Ende des Ersten Weltkrieges gehörte Mühlbach als Teil des Reichslandes Elsaß-Lothringen zum Deutschen Reich und war dem Kreis Colmar im Bezirk Oberelsaß zugeordnet.

### Bevölkerungsentwicklung
| Jahr      | 1910 | 1962 | 1968 | 1975 | 1982 | 1990 | 1999 | 2007 | 2017 |
| Einwohner | 1140 | 746  | 770  | 728  | 668  | 631  | 725  | 761  | 767  |

## Sehenswertes
Muhlbach besitzt mehrere Sehenswürdigkeiten. Neben einer katholischen (1929 geweiht) und einer evangelischen Kirche (1930) befindet sich dort auch ein Schlitten- und Holzhandwerk-Museum.

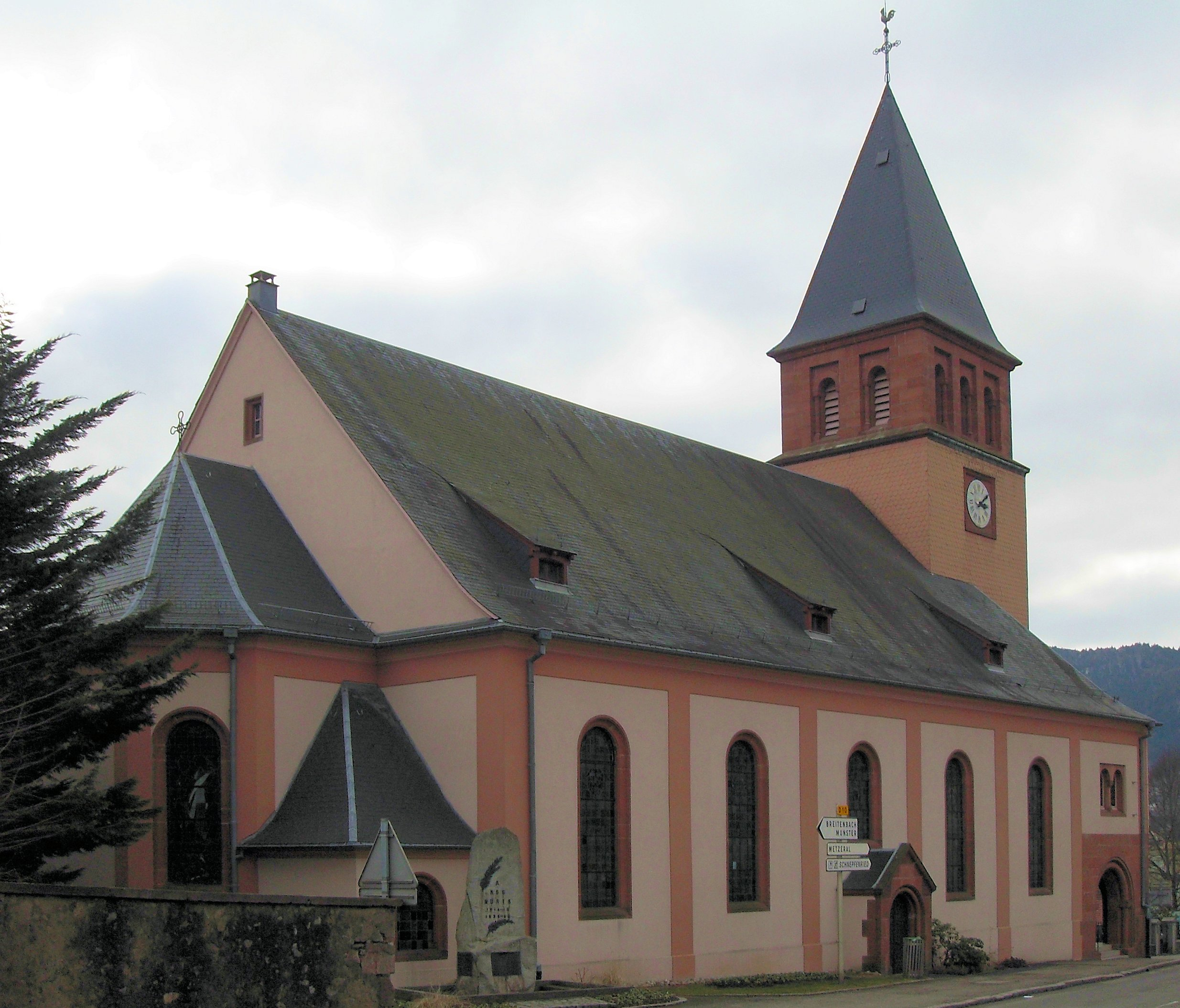
Evangelische Kirche Muhlbach
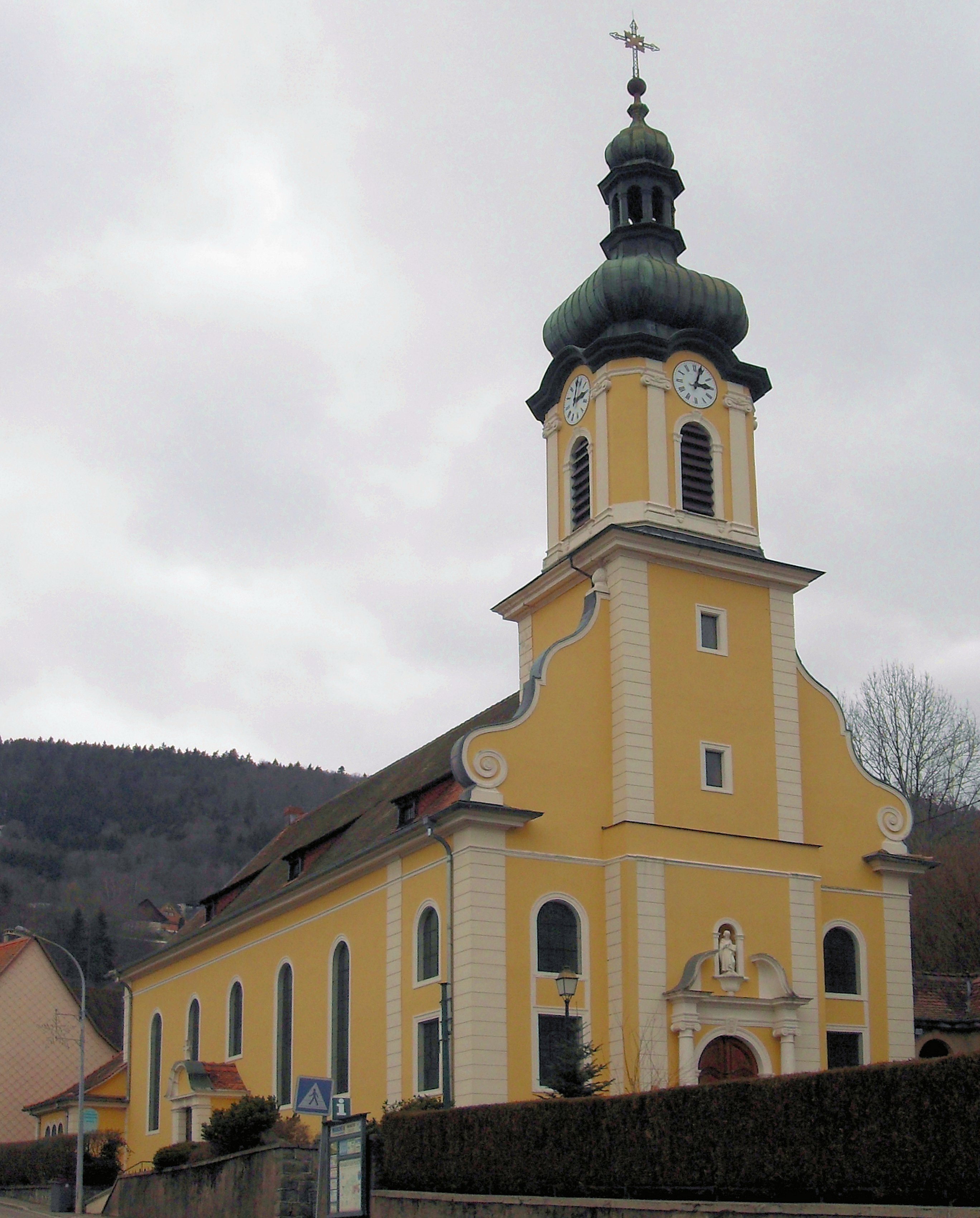
Katholische Kirche St. Bartholomäus
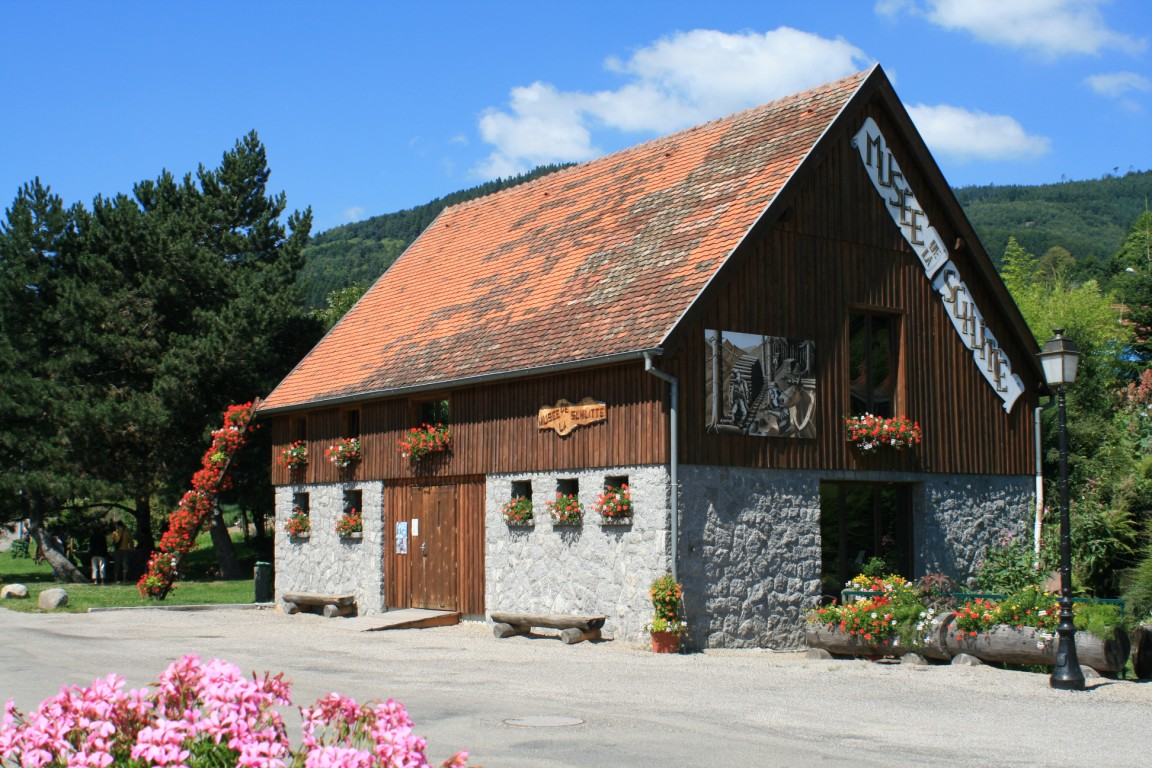
Schlittenmuseum

## Verkehr
Die Gemeinde hat einen Haltepunkt an der Bahnstrecke Colmar–Metzeral, welche von Zügen des TER Grand Est befahren wird.

## Persönlichkeiten
- Johann Carolus (1575–1634), deutscher Drucker, Buchbinder und Verleger, gründete 1605 in Straßburg die erste Wochenzeitung der Welt

## Nachweise
1. ↑  Wörterbuch der elsässischen Mundarten
2. ↑  Gemeindeverzeichnis Deutschland 1900 – Kreis Colmar (Memento des Originals vom 21. Februar 2016 im Internet Archive)  Info: Der Archivlink wurde automatisch eingesetzt und noch nicht geprüft. Bitte prüfe Original- und Archivlink gemäß Anleitung und entferne dann diesen Hinweis.